# Speedway of Nations 2021
Speedway of Nations 2021 – 4. edycja Speedway of Nations – zawodów żużlowych organizowanych przez Międzynarodową Federację Motocyklową. Turniej jest kontynuacją Drużynowych mistrzostw świata organizowanych od 1960 roku. 
Udział w dwudniowym finale mieli zapewniony gospodarze – reprezentacja Wielkiej Brytanii. W wyniku konfliktu zawodników z federacją, swoich najlepszych reprezentantów nie przysłała broniąca tytułu reprezentacja Rosji. Ze względu na wydaną przez Światową Agencję Antydopingową (WADA) i Sportowy Sąd Arbitrażowy (CAS) decyzję, dotyczącą zakazu używania symboli narodowych przez Rosję w zawodach sportowych rangi mistrzostw świata w latach 2021–2022, Rosjanie występowali jako reprezentanci Rosyjskiej Federacji Motocyklowej (MFR).
W wyścigu finałowym, w którym reprezentacja Polski mierzyła się z reprezentacją Wielkiej Brytanii, w wyniku nieporozumienia na torze Macieja Janowskiego z Bartoszem Zmarzlikiem doszło do upadku tego pierwszego. Wielka Brytania zwyciężyło w tym biegu 5:4. Dało to Brytyjczykom pierwszy od 32 lat tytuł DMŚ i pierwszy, od kiedy odbywają się one jako SoN. Polacy zdobyli trzecie z kolei srebro. Brązowy medal wywalczyła reprezentacja Danii.

## Półfinały

### Pierwszy półfinał
- Dyneburg (Latvijas Spidveja Centrs), 17 września 2021

Pogrubioną czcionką zaznaczono punkty przyznane w biegu dodatkowym o 3. miejsce.
| Miejsce | Kraj      | Suma | Zawodnicy                                                          | Pkt.        | Pkt bieg.                           |
| ------- | --------- | ---- | ------------------------------------------------------------------ | ----------- | ----------------------------------- |
| 1.      | Polska    | 37   | (1) Bartosz Zmarzlik (2) Dominik Kubera (3) Jakub Miśkowiak        | 21 13 3     | (4,4,3,4,2,4) (3,3,2,-,3,2) (3)     |
| 2.      | Szwecja   | 34   | (1) Fredrik Lindgren (2) Pontus Aspgren (3) Philip Hellström-Bängs | 23 8 3      | (4,4,4,4,4,3) (3,3,u,-,d,2) (3)     |
| 3.      | Dania     | 32+7 | (1) Leon Madsen (2) Mikkel Michelsen (3) Mads Hansen               | 12+4 18+3 2 | (3,4,0,2,3,0+4) (4,-,4,4,2,4+3) (2) |
| 4.      | USA       | 28+2 | (1) Broc Nicol (2) Luke Becker (3) Blake Borello                   | 14+0 21+2 0 | (0,3,0,2,2,-+0) (2,4,4,3,4,4+2) (0) |
| 5.      | Finlandia | 24   | (1) Timo Lahti (2) Tero Aarnio (3) Timi Salonen                    | 16 8 0      | (2,2,4,3,4,3) (0,-,3,0,3,w) (0)     |
| 6.      | Słowenia  | 17   | (1) Matic Ivačič (2) Nick Skorja (3) Anže Grmek                    | 10 7 0      | (0,0,2,2,3,3) (2,3,d,-,u,2) (0)     |
| 7.      | Czechy    | 17   | (1) Václav Milík (2) Josef Franc (3) Petr Chlupáč                  | 11 4 2      | (0,2,3,2,-,4) (2,t,2,-,0,-) (0,2,0) |

### Drugi półfinał
- Dyneburg (Latvijas Spidveja Centrs), 18 września 2021

Pogrubioną czcionką zaznaczono punkty przyznane w biegu dodatkowym o 3. miejsce.
| Miejsce | Kraj      | Suma | Zawodnicy                                                    | Pkt.        | Pkt bieg.                                   |
| ------- | --------- | ---- | ------------------------------------------------------------ | ----------- | ------------------------------------------- |
| 1.      | Australia | 35   | (1) Jason Doyle (2) Max Fricke (3) Keynan Rew                | 23 12 0     | (4,4,3,4,4,4) (2,-,4,0,3,3) (0)             |
| 2.      | Łotwa     | 34   | (1) Andžejs Ļebedevs (2) Oļegs Mihailovs (3) Francis Gusts   | 18 14 2     | (2,4,3,2,4,3) (3,2,3,2,-,4) (2)             |
| 3.      | Francja   | 30+5 | (1) David Bellego (2) Dimitri Bergé (3) Steven Goret         | 15+3 13+2 2 | (4,3,0,4,4,0+3) (3,2,4,2,-,2+2) (2)         |
| 4.      | Niemiec   | 27+4 | (1) Kai Huckenbeck (2) Valentin Grobauer (3) Norick Blödorn  | 22+4 0 5+0  | (4,4,4,4,2,4+4) (-,0,-,-,-,-) (0,3,2,0,0+0) |
| 5.      | Rosja     | 25   | (1) Siergiej Łogaczow (2) Władimir Borodulin (3) Mark Karion | 10 13 2     | (2,0,-,3,2,3) (4,3,0,-,4,2) (2,0)           |
| 6.      | Włochy    | 19   | (1) Nicolas Covatti (2) Michele Paco Castagna                | 7 12        | (3,0,4,0,-,0) (0,2,2,2,3,3)                 |
| 7.      | Ukraina   | 19   | (1) Aleksandr Łoktajew (2) Witalij Łysak (3) Marko Lewiszyn  | 15 0 4      | (3,3,3,3,3,-) (0,-,-,-,0,0) (2,u,u,2)       |

## Finał

### Runda pierwsza
- Manchester (National Speedway Stadium), 16 października 2021

| Miejsce | Kraj            | Suma | Zawodnicy                                                         | Pkt.    | Pkt bieg.                               |
| ------- | --------------- | ---- | ----------------------------------------------------------------- | ------- | --------------------------------------- |
| 1.      | Polska          | 40   | (1) Bartosz Zmarzlik (2) Maciej Janowski (3) Jakub Miśkowiak      | 19 18 3 | (4,3,4,4,4,-) (2,4,3,3,2,4) (3)         |
| 2.      | Wielka Brytania | 30   | (1) Tai Woffinden (2) Robert Lambert (3) Tom Brennan              | 15 12 3 | (2,3,2,4,4,w) (4,4,0,w,-,4) (3)         |
| 3.      | Dania           | 29   | (1) Leon Madsen (2) Mikkel Michelsen (3) Mads Hansen              | 21 5 3  | (2,4,4,4,3,4) (0,0,-,3,d,2) (3)         |
| 4.      | Francja         | 24   | (1) David Bellego (2) Dimitri Bergé (3) Steven Goret              | 15 9 0  | (3,2,3,-,4,3) (0,3,t,2,2,2) (0)         |
| 5.      | Łotwa           | 24   | (1) Andžejs Ļebedevs (2) Oļegs Mihailovs (3) Francis Gusts        | 19 5 0  | (3,2,4,4,3,3) (0,-,2,3,0,0) (0)         |
| 6.      | Australia       | 24   | (1) Jason Doyle (2) Max Fricke (3) Keynan Rew                     | 7 17 0  | (0,4,-,0,3,w) (3,3,3,2,2,4) (0)         |
| 7.      | Szwecja         | 16   | (1) Pontus Aspgren (2) Jacob Thorssell (3) Philip Hellström-Bängs | 4 2 10  | (4,-,-,-,-,-) (2,w,-,-,-,-) (2,2,2,2,2) |

### Runda druga
- Manchester (National Speedway Stadium), 17 października 2021

Pogrubioną czcionką zaznaczono punkty zdobyte w wyścigu finałowym.
| Miejsce | Kraj            | Suma   | Zawodnicy                                                         | Pkt.            | Pkt bieg.                               |
| ------- | --------------- | ------ | ----------------------------------------------------------------- | --------------- | --------------------------------------- |
| 1.      | Dania           | 39+3   | (1) Leon Madsen (2) Mikkel Michelsen (3) Mads Hansen              | 17+3 18+0 4     | (3,4,2,4,4,-+3) (4,2,4,2,3,3+0) (4)     |
| 2.      | Wielka Brytania | 34+6+5 | (1) Daniel Bewley (2) Robert Lambert (3) Tom Brennan              | 11+2+2 20+4+3 3 | (2,2,0,-,3,4+2+2) (3,3,3,4,4,3+4+3) (3) |
| 3.      | Polska          | 34+4   | (1) Bartosz Zmarzlik (2) Maciej Janowski (3) Jakub Miśkowiak      | 19+4 13+0 2     | (4,3,4,4,4,-+4) (0,0,3,3,4,3+0) (2)     |
| 4.      | Australia       | 25     | (1) Jason Doyle (2) Max Fricke (3) Keynan Rew                     | 9 12 4          | (3,-,4,2,0,0) (2,3,3,0,2,2) (4)         |
| 5.      | Francja         | 23     | (1) David Bellego (2) Dimitri Bergé (3) Steven Goret              | 19 4 0          | (4,4,4,3,4,0) (0,0,-,0,2,2) (w)         |
| 6.      | Łotwa           | 18     | (1) Andžejs Ļebedevs (2) Oļegs Mihailovs (3) Francis Gusts        | 13 3 2          | (4,2,2,0,2,3) (3,0,-,-,-,0) (0,2,0)     |
| 7.      | Szwecja         | 14     | (1) Pontus Aspgren (2) Jacob Thorssell (3) Philip Hellström-Bängs | 0 14            | (-,-,-,-,-,-) (2,2,3,2,3,2)             |

### Klasyfikacja końcowa
| Miejsce | Kraj            | Suma   | Zawodnicy                                                              | Pkt.               |
| ------- | --------------- | ------ | ---------------------------------------------------------------------- | ------------------ |
| 1.      | Wielka Brytania | 64+6+5 | (1) Daniel Bewley (1) Tai Woffinden (2) Robert Lambert (3) Tom Brennan | 11+2+2 14 32+4+3 7 |
| 2.      | Polska          | 74+4   | (1) Bartosz Zmarzlik (2) Maciej Janowski (3) Jakub Miśkowiak           | 38+4 31+0 5        |
| 3.      | Dania           | 68+3   | (1) Leon Madsen (2) Mikkel Michelsen (3) Mads Hansen                   | 38+3 23+0 7        |
| 4.      | Australia       | 49     | (1) Jason Doyle (2) Max Fricke (3) Keynan Rew                          | 15 30 4            |
| 5.      | Francja         | 47     | (1) David Bellego (2) Dimitri Bergé (3) Steven Goret                   | 34 13 0            |
| 6.      | Łotwa           | 42     | (1) Andžejs Ļebedevs (2) Oļegs Mihailovs (3) Francis Gusts             | 32 8 2             |
| 7.      | Szwecja         | 30     | (1) Pontus Aspgren (2) Jacob Thorssell (3) Philip Hellström-Bängs      | 4 2 24             |